# Philipp Christian Wilhelm Donner
Philipp Christian Wilhelm (von) Donner (* 24. Mai 1799 in Frankfurt am Main; † 25. April 1887 ebenda) war ein Bankier und Politiker der Freien Stadt Frankfurt.

## Leben
Philipp Christian Wilhelm Donner war Handelsmann in Frankfurt am Main. Die Firma Christoph Friedrich Donner handelte in Hasenfellen und in Leder. 1854 war er Mitbegründer und danach langjähriger Präsident der Frankfurter Bank. Er war langjähriger Präsident des Verwaltungsrates der Taunus-Eisenbahn-Gesellschaft und Mitgründer und Verwaltungsratsmitglied des Deutschen Phönix und der Rückversicherungsgesellschaft. Von 1829 bis 1836 war er Mitglied der Frankfurter Handelskammer. Er war Mitgründer und Präsident der ersten Frankfurter Turngesellschaft und Mitglied der ökonomischen Deputation der Musterschule. Otto Donner von Richter war ein Verwandter.
Er gehörte dem Gesetzgebenden Körper 1844 und 1847 bis 1850 an. Am 25. Oktober 1848 wurde er in die Constituierende Versammlung der Freien Stadt Frankfurt gewählt.
Am 26. Juli 1870 wurde er in den württembergischen Adelsstand erhoben. Seitdem führte er das „von“ im Namen. 1871 folgte die Adelsanerkennung in Preußen.